# Spannschieber

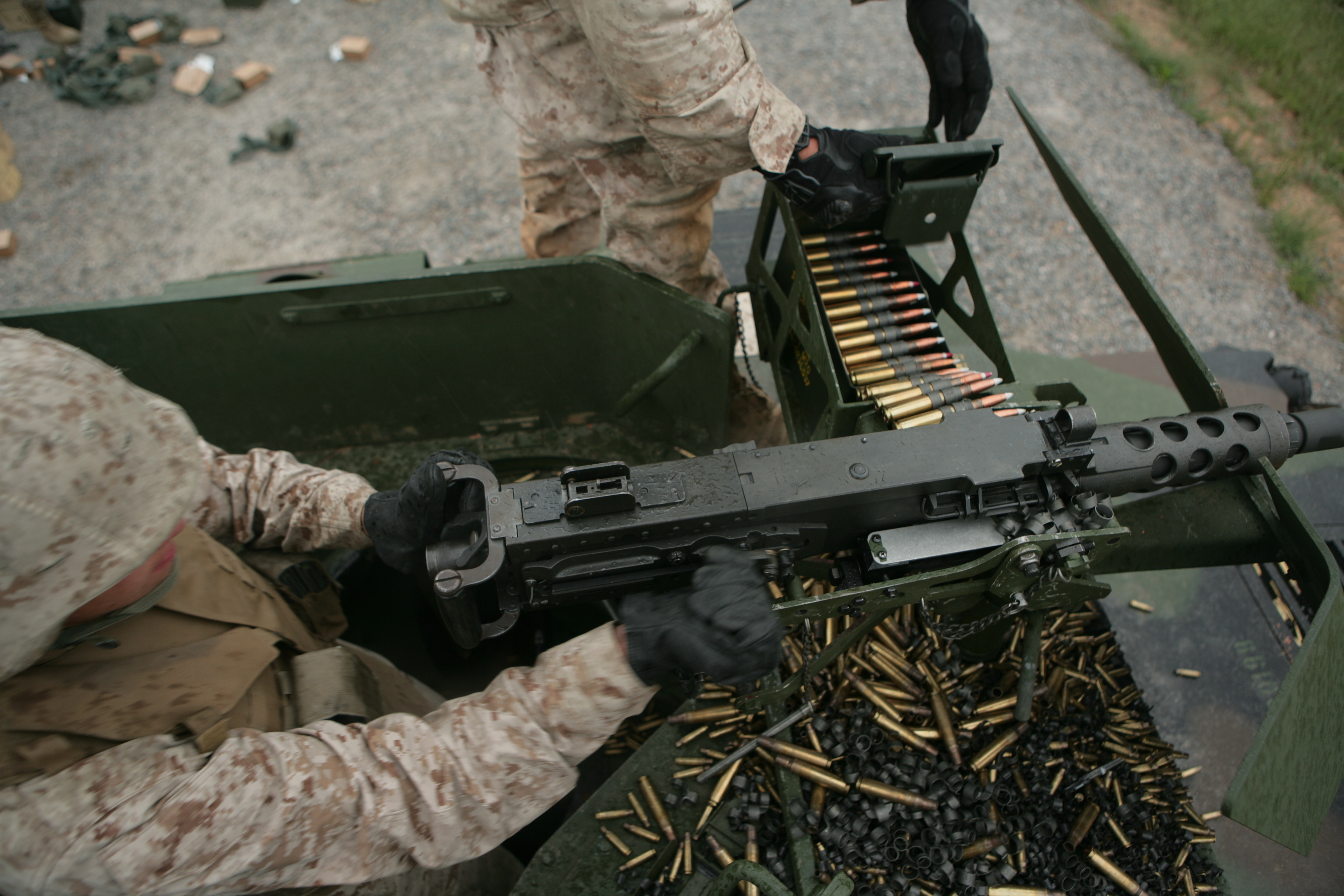
Soldat betätigt mit der rechten Hand den seitlichen Spannschieber des Browning M2

Der Spannschieber (auch Spannhebel, Spanngriff, Ladehebel) ist ein Bedienelement einer automatischen Schusswaffe, mit dem die Waffe in einen schussbereiten Zustand versetzt wird. Man spricht vom Durchladen der Waffe.
Einen Spannschieber gibt es vornehmlich an Selbstladegewehren, Maschinengewehren und Maschinenpistolen. Bei diesen Waffentypen befindet sich der Verschluss in einem Gehäuse und braucht daher ein äußerliches Bedienelement. Selbstladepistolen haben in der Regel keinen Spannschieber; das Durchladen geschieht durch Zurückziehen des auf dem Pistolenrahmen angebrachten Schlittens, welcher auch den Verschlusskopf beinhaltet.

## Funktion
Mit dem Spannschieber wird der Verschluss vom Schützen nach hinten gezogen, dabei wird auch der Zündmechanismus gespannt. Bei aufschießenden Waffen wird zudem im Vorlauf des Verschlusses die erste Patrone aus dem Magazin bzw. Munitionsgurt dem Patronenlager zugeführt. Nach dem Durchladen ist die Waffe schussbereit. Weitere Patronen lädt die Waffe nach jedem Schuss selbst nach.
Der Spannschieber wird auch dazu verwendet, den Verschluss bei Störungen (Versager und Ladehemmungen) zu öffnen, um diese zu beseitigen. Durch das manuelle Öffnen des Verschlusses sollen die fehlerhafte bzw. verklemmte Patrone bzw. Hülse ausgeworfen werden. Manche Bauarten des Spannschiebers ermöglichen zusätzlich, den Verschluss manuell zu schließen (Schließhilfe), wenn die Kraft der Schließfeder dafür nicht ausreichen sollte. Dieses Vorgehen ist umstritten; stattdessen wird empfohlen, nach dem Grund des Problems zu suchen, anstatt den Verschluss mit erhöhter Kraft zu schließen.
Bei dem L85A2 dient der Griff des Spannschiebers gleichzeitig als Hülsenabweiser.

## Varianten
Grundsätzlich unterscheiden sich die Spannschieber in ihrer Position an der Waffe, ob sie sich mit dem Verschluss beim Repetiervorgang bewegen, ob sie als Schließhilfe dienen können sowie in der Art des Griffes.

### Position
Bei den frühen Selbstladegewehren des 20. Jahrhunderts übernahm man die Position des Kammerstängels der Repetiergewehre, rechts seitlich am Verschluss, für den Spannschieber. Später kamen vor dem Verschluss, seitlich (z. B. HK G3) und hinter dem Verschluss angebrachte Griffe (z. B. M16) auf. Bei Waffen mit einem großen Tragebügel ist die von diesem Bügel geschützte Gehäuseoberseite eine gängige Position des Spannschiebers (z. B. FAMAS, HS Produkt VHS oder Norinco Typ 86 oder G36.).
Wenn der Spannschieber auf der Gehäuseoberseite angebracht ist, kann dieser wahlweise sowohl mit der linken wie mit der rechten Hand bedient werden. Beim IMI Galil befindet sich der Spannschieber zwar seitlich, ist aber L-förmig so nach oben gezogen, dass er auch von der anderen Seite bedient werden kann. Ansonsten kann bei manchen Waffen, z. B. HK433, der Spannschieber an beiden Seiten der Waffe montiert werden, um so die Bedienung für Recht- und Linkshänder anzupassen.
Auch bei manchen Maschinengewehre besteht die Möglichkeit, die Munitionszufuhr und Spannschieber auf beidseitige Nutzung umzustellen. Damit wird die Verwendung einer Zwillingslafette möglich.
Egal wo sich der Spannschieber befindet, für den Schützen ist es vor allem wichtig, dass dieser gut erreichbar ist.

### Bewegte bzw. ruhende Spannschieber
Bei frühen Selbstladegewehren war der Spannschieber entweder direkt am Verschlusskörper bzw. Verschlussträger oder an einem Übertragungsglied (z. B. Gaskolben) angebracht. Bei dieser Bauweise bewegt sich der Spannschieber beim automatischen Repetieren zusammen mit dem Verschluss hin und her. Beispiele für diese Bauweise sind das M1 Garand, das Gewehr 43 oder das Simonow AWS-36.
Später entwickelte Sturmgewehre haben häufig einen Spannschieber, der bei der Repetierbewegung nicht mit dem Verschluss mitgeht. Nach der manuellen Ladebewegung wird er durch eine Feder wieder in die vordere Stellung gebracht. Beispiele für solche Gewehre sind das HK G3, das Stgw 57 und das M16. Aber auch manche moderne Sturmgewehre, wie z. B. das Beretta ARX-160, haben einen sich mit dem Verschluss bewegenden Spannschieber.
Beide Bauarten habe ihre Vor- und Nachteile. Ein sich mit dem Verschluss bewegender Spannschieber kann an Hindernissen wie Türrahmen, persönlicher Ausrüstung etc. hängenbleiben und so den Nachladevorgang stören. In seltenen Fällen kann es zu Verletzungen an der Hand des Schützen kommen. Auch ein sich nicht bewegender Spannschieber kann durchaus an einem Hindernis hängenbleiben und den Verschluss blockieren, aber das Risiko ist deutlich geringer.
Als Nachteil der sich nicht bewegenden Spannschieber ist die aufwändigere Konstruktion zu sehen. Insbesondere die an einem Griff hinter dem Verschluss herausgezogenen Spannschieber können durch die Hebelwirkung leichter gebogen und verdreht werden und so die Waffenfunktion negativ beeinträchtigen. Am robustesten gelten mit dem Verschluss gehende Spannschieber.

### Schließhilfe
Ein sich mit dem Verschluss bewegender Spannschieber hat den Vorteil, dass der Schütze mit dessen Hilfe volle Kontrolle über der Verschluss hat und diesen auch zwangsweise schließen kann. Bei nicht mit dem Verschluss mitgehenden Spannschiebern ist dies nicht möglich. Bei manchen Modellen kann deshalb der Handgriff durch Drehen oder anderweitig fest mit dem Verschluss verbunden werden. Bei anderen Waffen (z. B. M16-Familie) gibt es mit der separaten Schließhilfe (Bolt Forward Assist) ein zusätzliches Bedienelement. Die Funktion einer Schließhilfe bei sich nicht mit dem Verschluss bewegenden Spannschieber erkauft man sich durch einen komplexeren Aufbau der Waffe.

### Griffe
Die Griffe des Spannschiebers bei Handwaffen werden in der Regel mit zwei Fingern bedient. Größere Griffe sind einfacher zu erfassen und zu bedienen, können aber an Hindernissen hängen bleiben. Deswegen sind manche Griffe so konstruiert, dass sie handlich bemessen sind aber mit Federkraft nach vorne klappen um nicht störend abzustehen, so z. B. HK G3. Auf der anderen Seite sind nicht klappbare Griffe robuster.
Bei Maschinengewehren ist der Verschluss schwergängiger, deshalb sind die Griffe des Spannschiebers größer und werden in der Regel mit der ganzen Hand umfasst. Hier sind vertikale Stangen oder horizontale T-Griffe gebräuchlich.

## Galerie

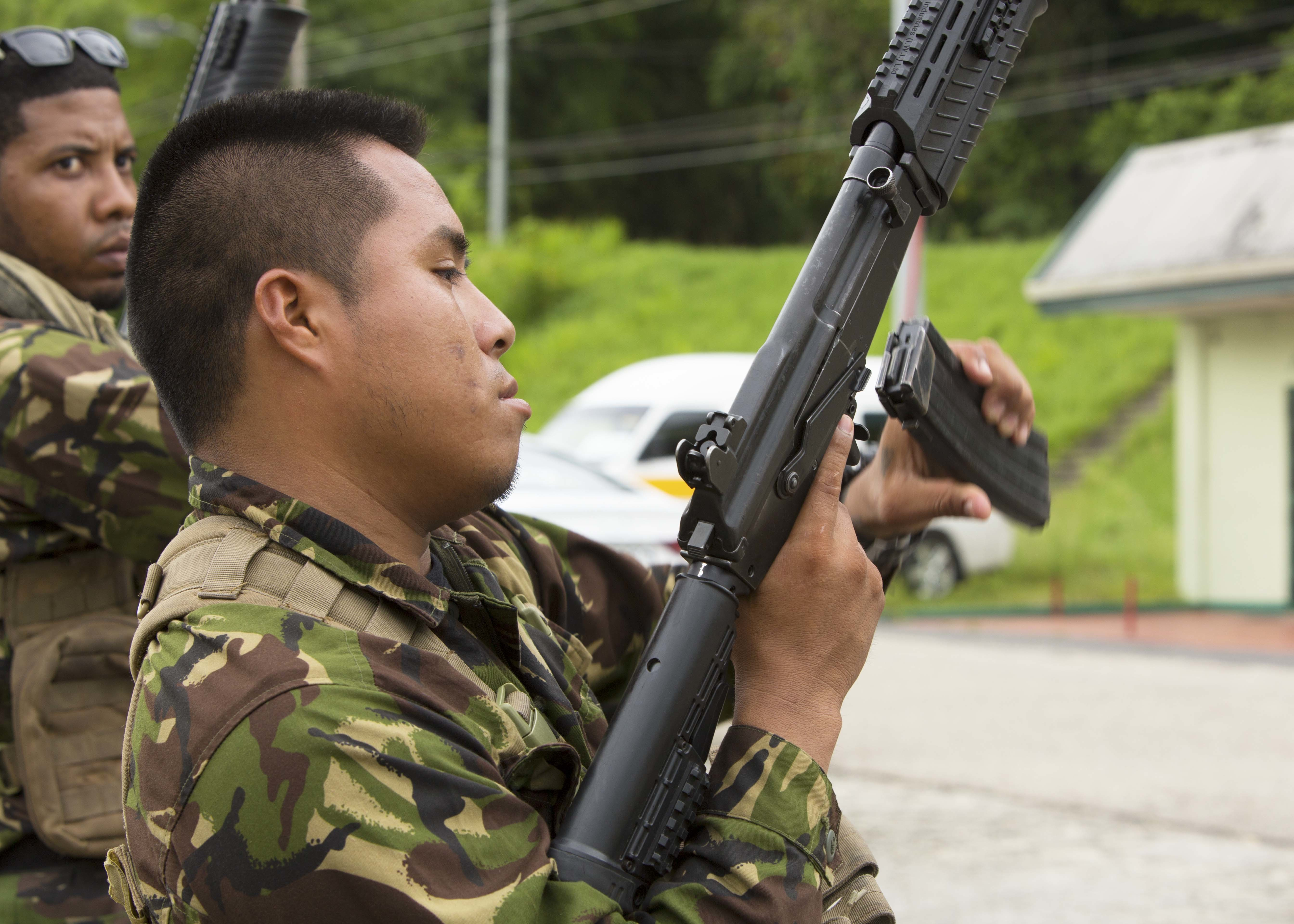
Galil mit vertikalem Spannschieber für beidhändige Bedienung
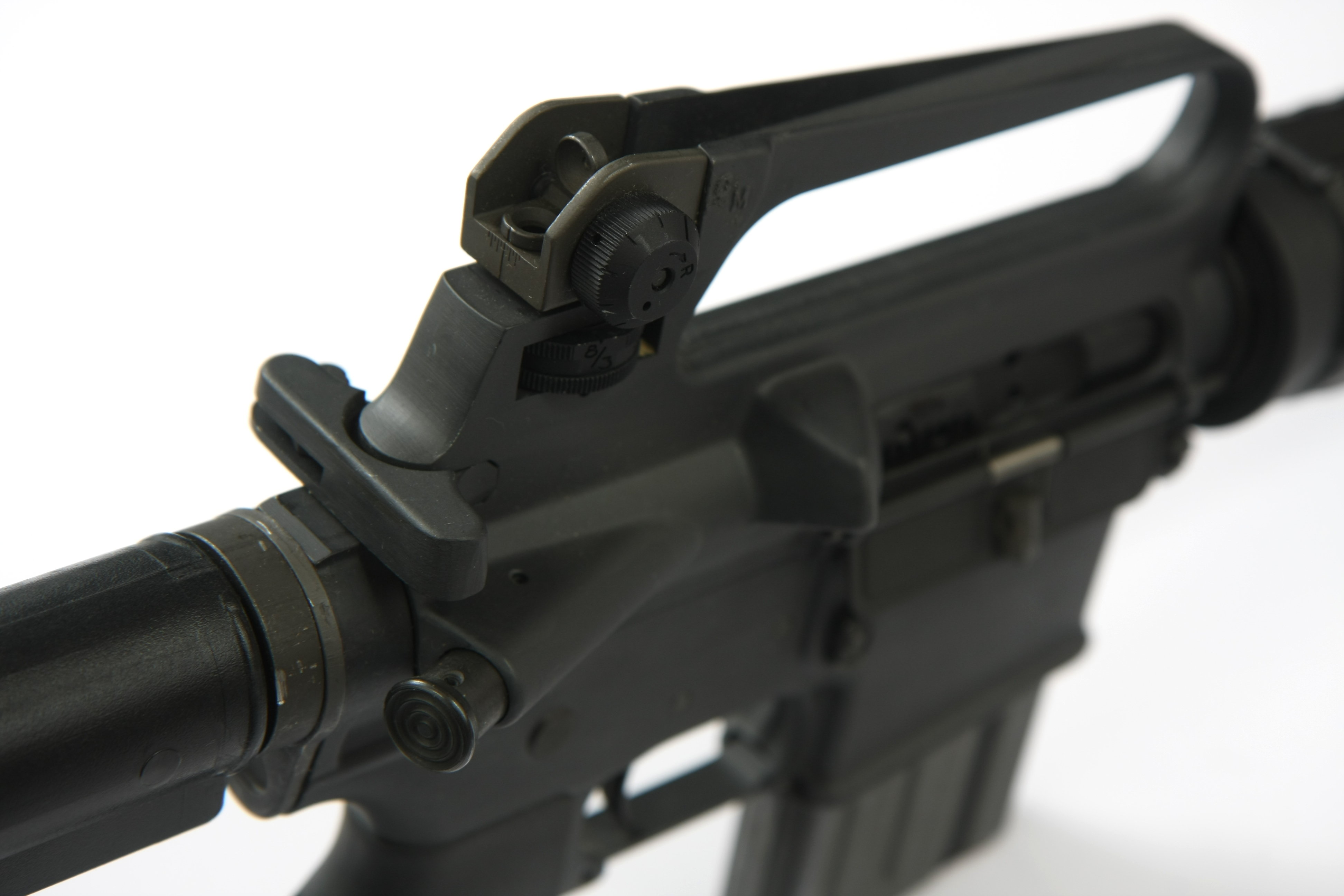
T-förmiger Spannschieber an einem Colt AR-15 Sporter Lightweight, rechts darunter die Schließhilfe
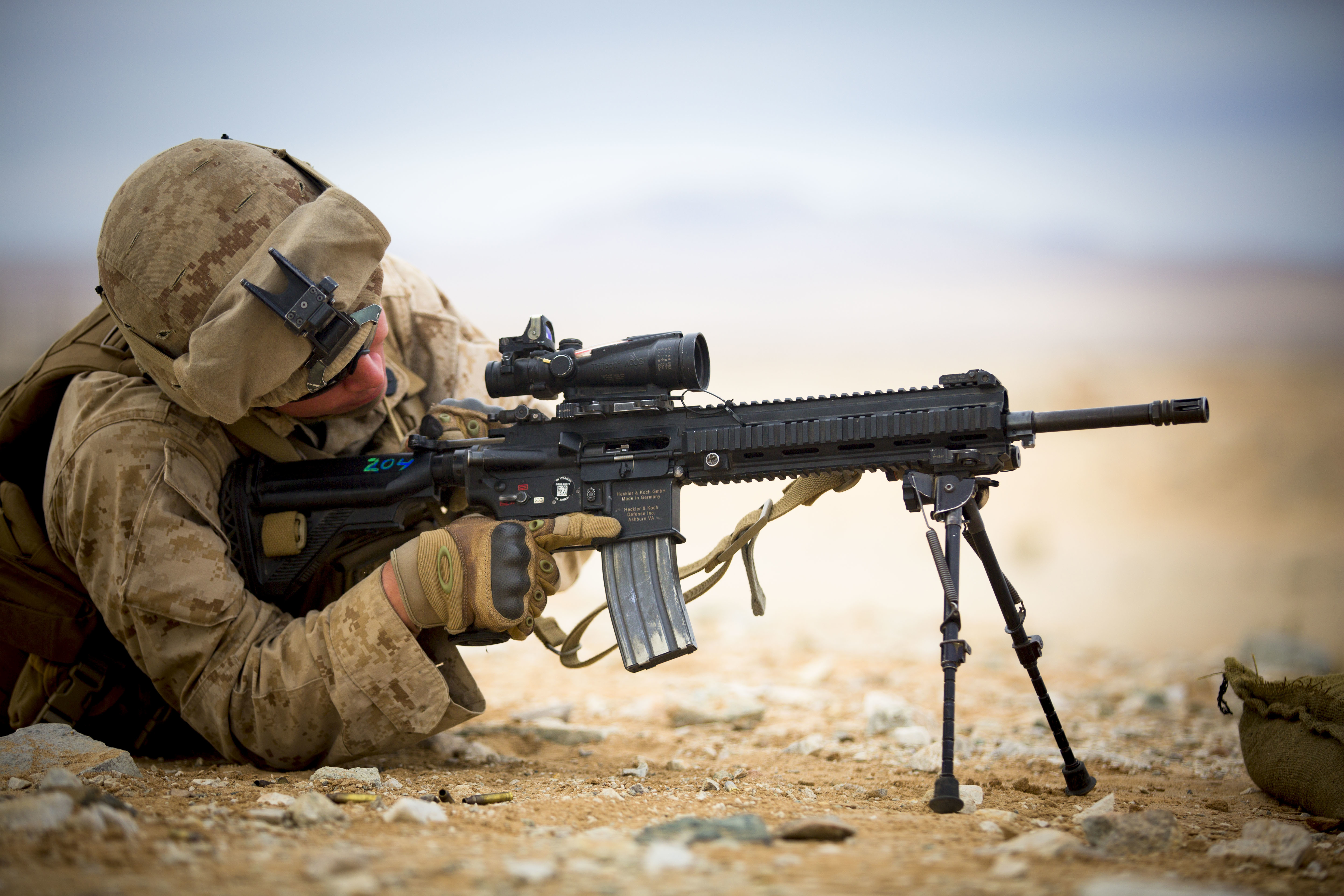
Schütze betätigt Spannschieber eines M27
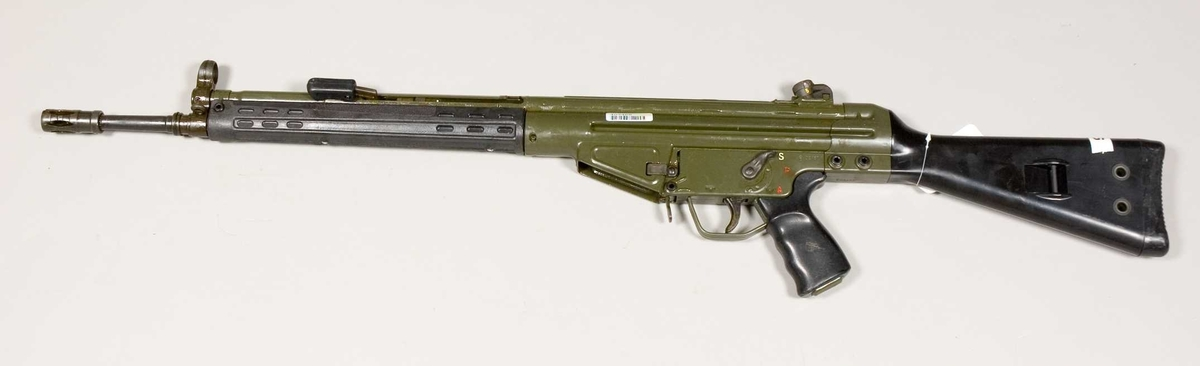
AK4: Abklappbarer Ladehebel vorne seitlich über dem Handschutz
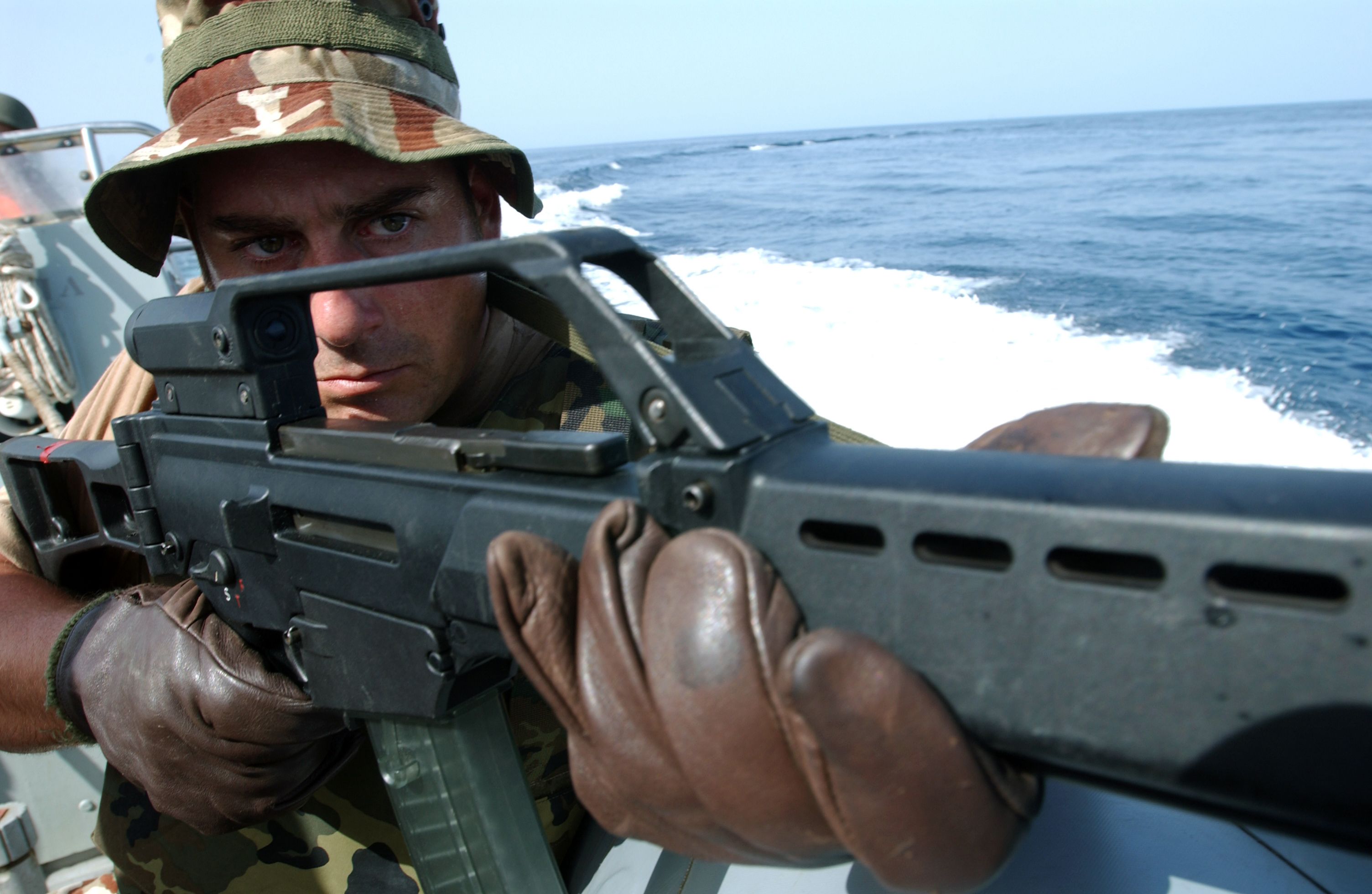
G36 mit seitwärts schwenkbarem Ladehebel
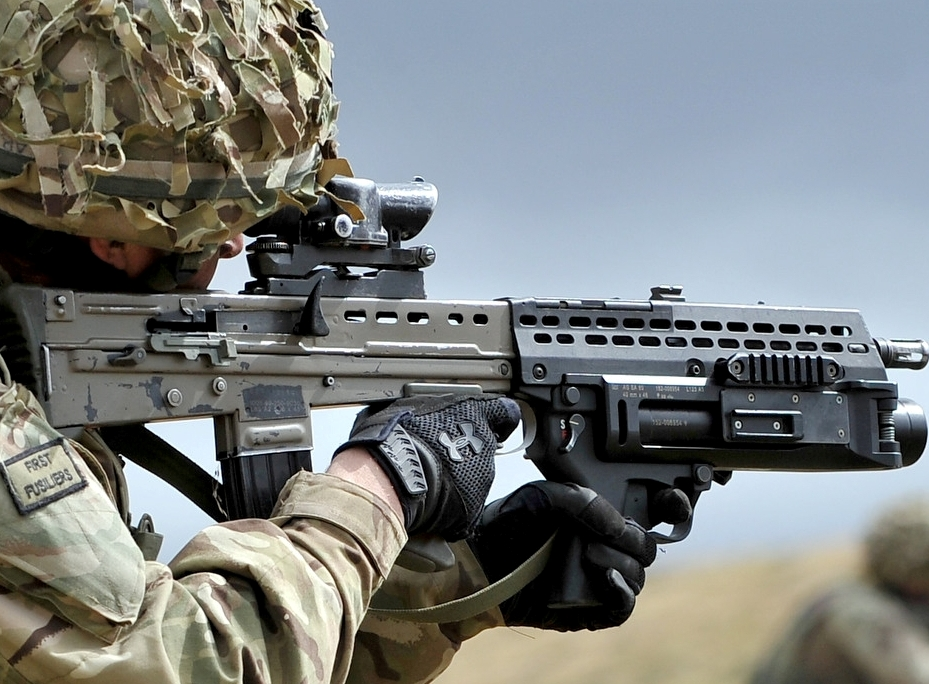
Spannschieber des L85A2 dient gleichzeitig als Hülsenabweiser
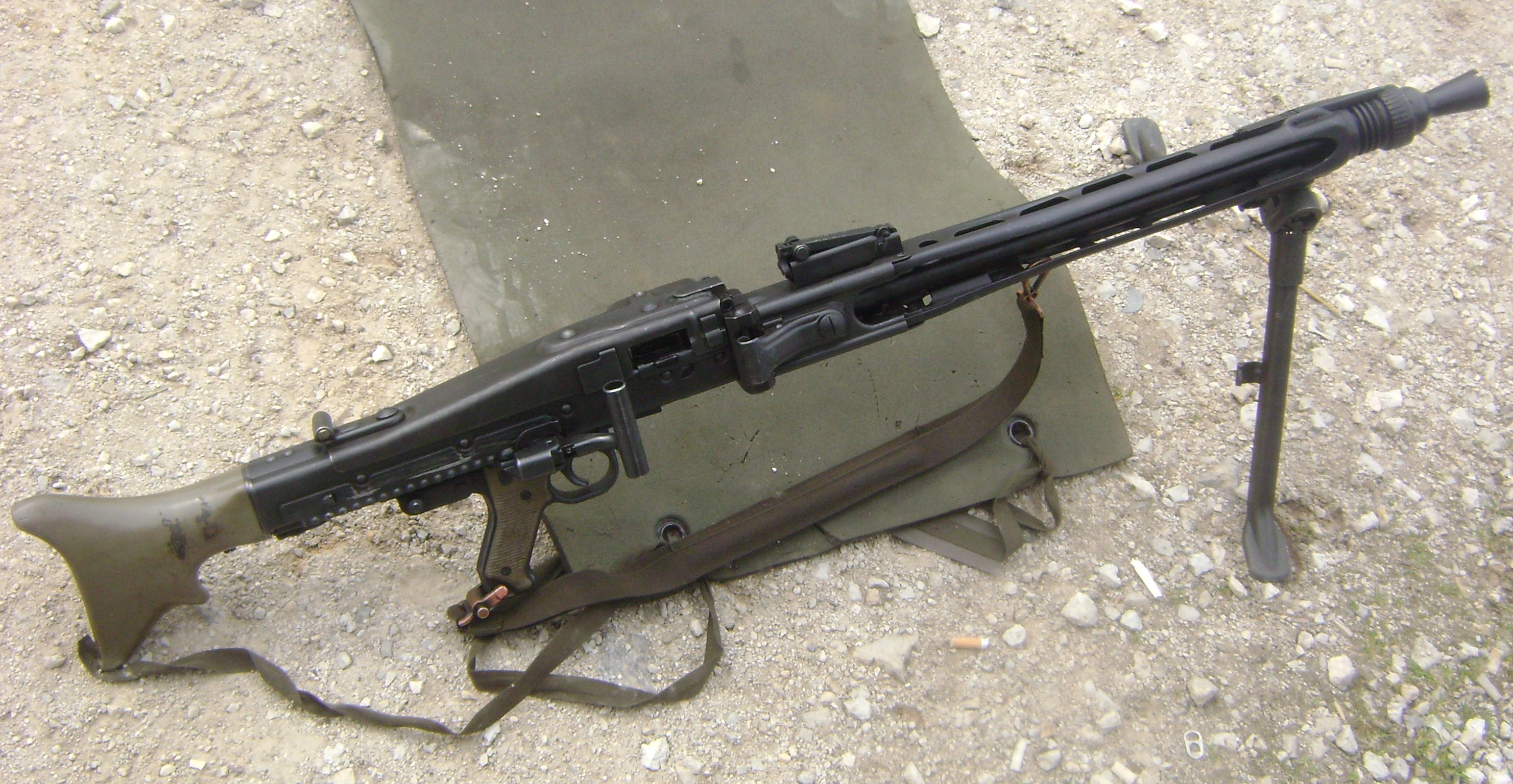
MG-74 mit einem horizontalen T-Griff
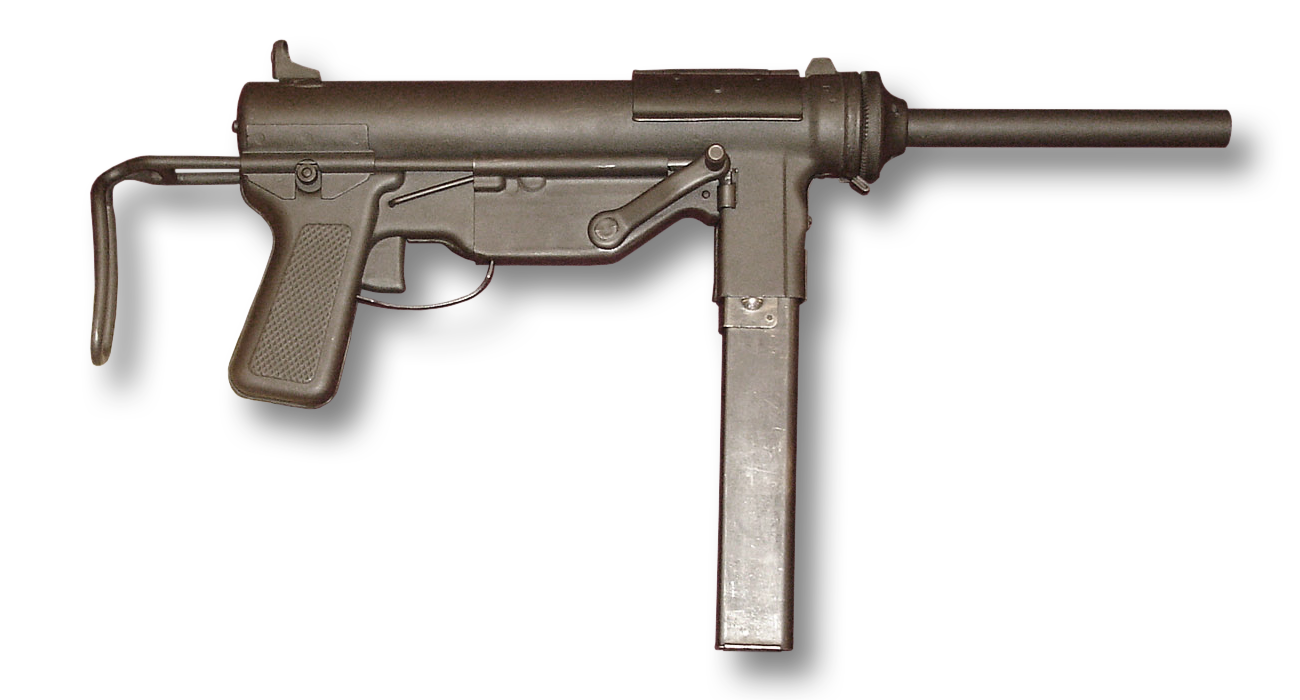
Spannkurbel einer M3
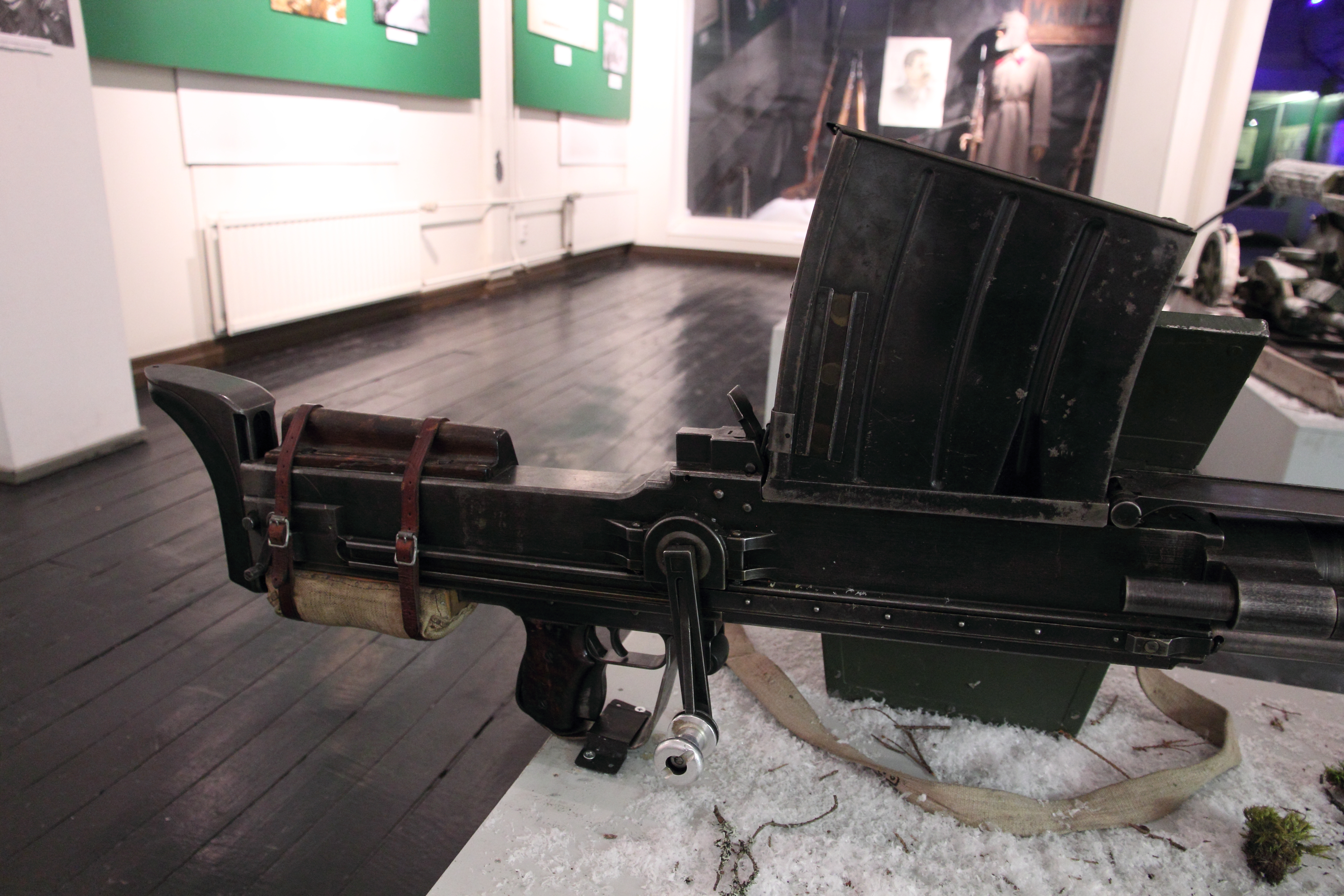
Spannkurbel einer Lahti L-39
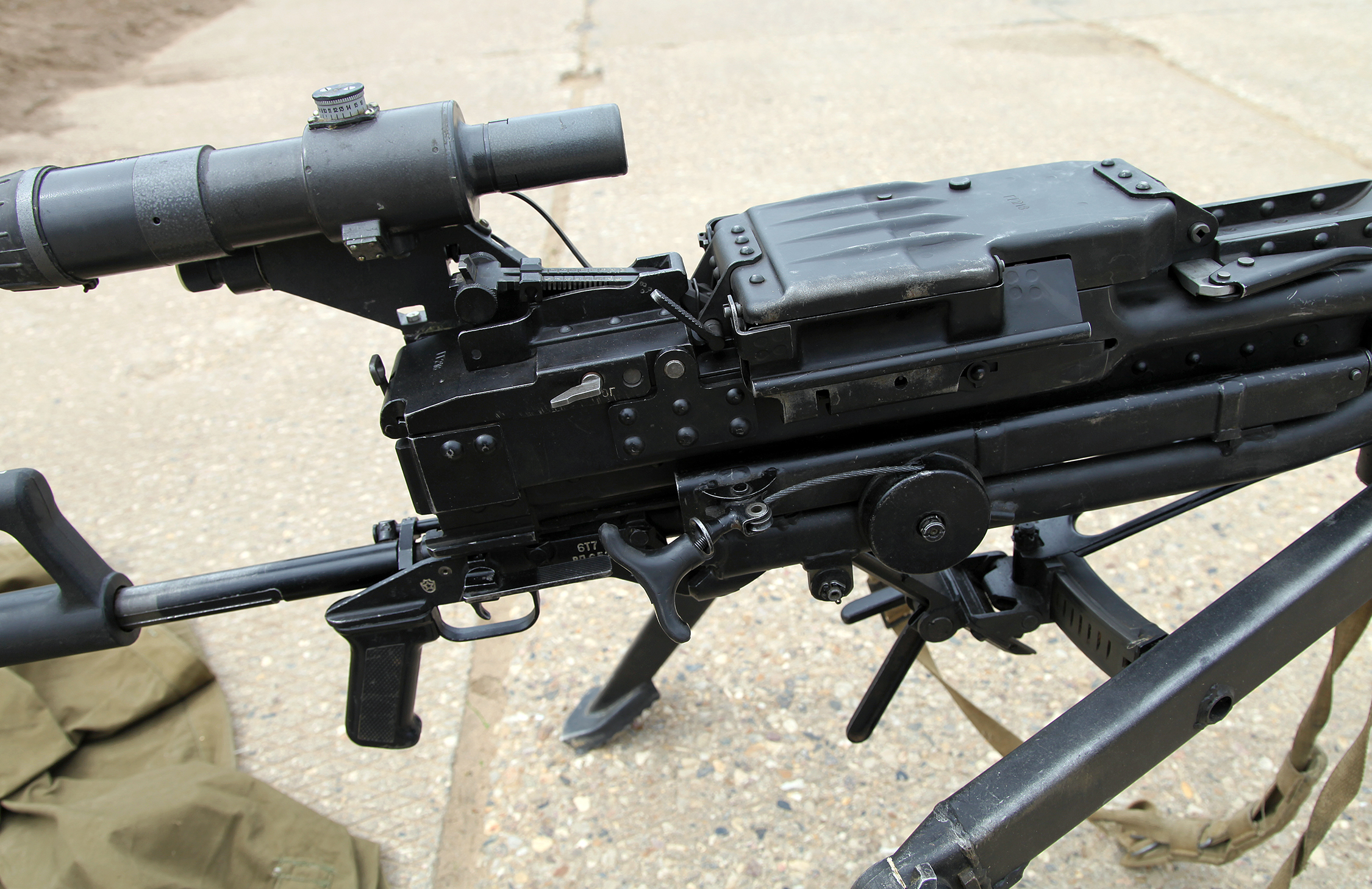
NSW mit T-Griff am Seilzug